# Déstabilisation (sport)
Pour les articles homonymes, voir Configuration.
 (février 2024).
La déstabilisation en sport d’opposition est un ensemble d’actions visant à amoindrir l’équilibre mental de l’adversaire. Elle pour effet de perturber l’organisation du jeu adverse dans le but de prendre le dessus. Elle correspond à un principe tactique majeur de tout combat : « empêcher le développement de l’attaque adverse et fragiliser sa capacité à défendre ».

## Caractéristiques
Plusieurs moyens existent pour déstabiliser un opposant. Ils sont d’ordre physique ou mentaux et appartiennent aux techniques de manœuvre : intimidation (menace…), provocation, manipulation mentale, tromperie, etc. Ils ont pour conséquence de créer un rapport de force favorable qui passe l’établissement d’un contrôle adverse et par l’initiative d’action. Et de mieux construire son jeu personnel et d’utiliser le comportement adverse à son propre avantage.

## En sports de combat
Par exemple, il peut s’agir de conduire le déplacement adverse par un « pressing » et un « cadrage » pour l’immobiliser sur la surface de combat mais également cela peut être réalisé par d’autres formes de procédures et manœuvres, notamment à l’aide de techniques d’intimidation ou de « tromperies ». Voir aussi « manipulation ».

### Illustration en boxe
1.  ⇒  2. 

1. À l’aide d’un armé (préparation d’attaque), (B) menace d’attaquer en coup de pied direct au corps et ainsi oblige son adversaire à réagir en conséquence…

2. … ce qui lui permet d’attaquer sur une autre cible (ici en jab à la face)